# Bomba de barril

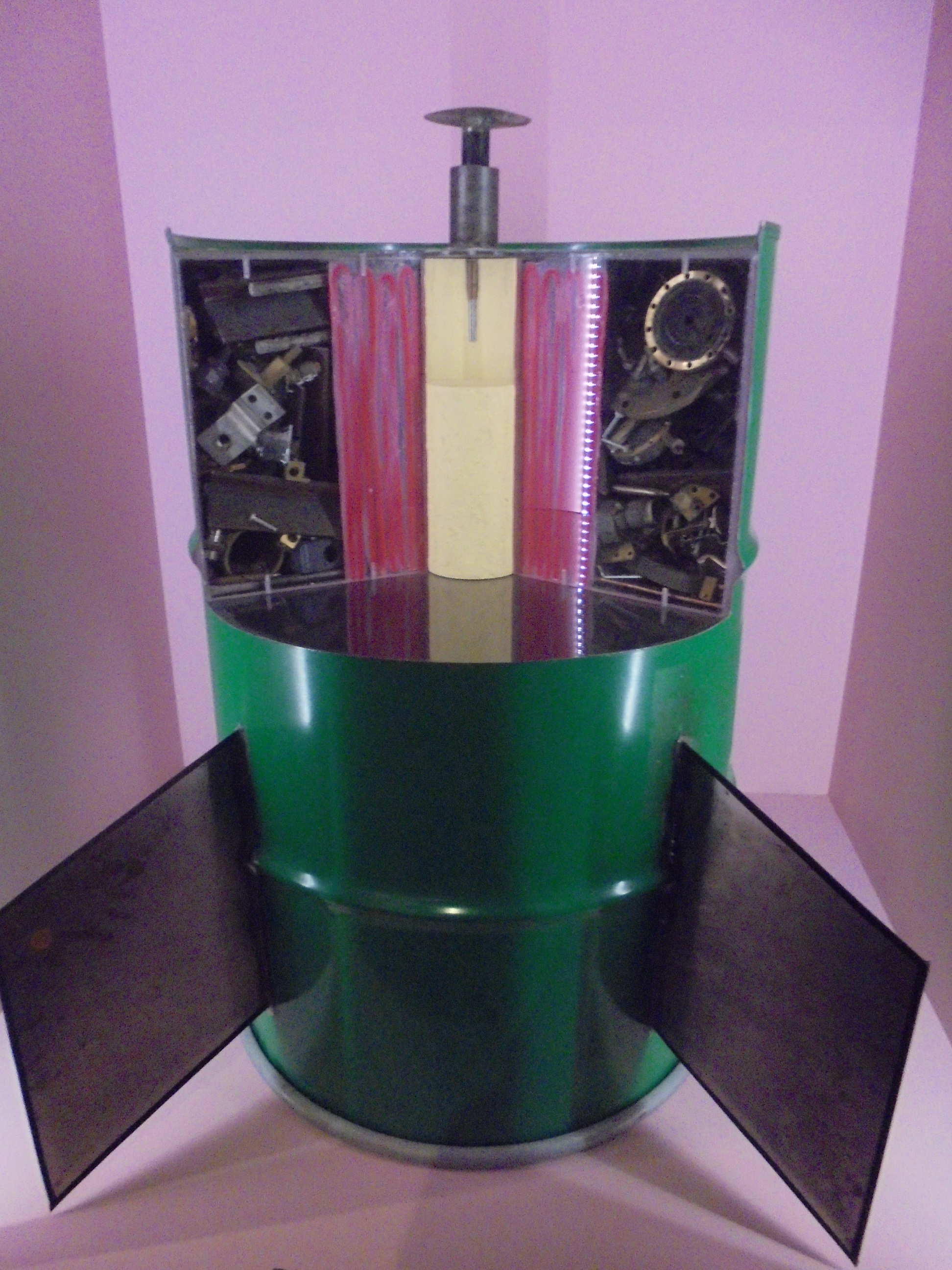
Réplica de una bomba de barril localizado en el Museo Imperial de la Guerra en Londres

Una bomba de barril es un tipo de artefacto explosivo improvisado (improvised explosive device, IED, por su siglas en inglés), que por lo general consiste en barriles llenos de explosivos, con frecuencia shrapnel, petróleo o armas químicas, y fragmentos metálicos como clavos que se proyectan como metralla, y que son lanzados desde un avión o un helicóptero. Debido a la cantidad de explosivos que estos artefactos pueden albergar, así como a su baja precisión y a su uso indiscriminado en áreas civiles (incluyendo campos de refugiados), sus detonaciones suelen ser devastadoras. Sus críticos las han caracterizado como armas ilegales y destinadas a crear terror.
El primer uso conocido fue en el actual Sudán del Sur en los años 1990, cuando fueron lanzadas desde las plataformas levadizas de los aviones de carga. Este armamento ha tenido un uso extensivo por parte de la Fuerza Aérea Siria durante la Guerra Civil Siria y luego por el Ejército de Irak durante enfrentamientos en Ambar. Los expertos creen que seguirán siendo usadas en conflictos por naciones inestables que pelean contra insurgentes debido a que son baratas y permiten capitalizar fácilmente la ventaja de tener poder de combate aéreo.